# Socket sTRX4
Le socket sTRX4, également connu sous le nom de socket SP3r3, est un socket de processeur LGA (Land Grid Array) conçu par AMD pour prendre en charge ses processeurs pour PC de bureau Ryzen Threadripper de 3e génération basés sur Zen 2, lancés le 25 novembre 2019 pour les plates-formes pour PC de bureau haut de gamme (HEDT) et pour stations de travail.
Le socket sTRX4 est le successeur direct du Socket TR4 utilisé dans les produits Ryzen Threadripper de première et 2e génération. Il est physiquement identique, mais électriquement incompatible avec, à la fois le TR4 et le SP3 pour serveurs d’AMD,.
Alors que le Socket SP3 ne nécessite pas de chipset, mais utilise plutôt une conception de système sur puce, le Socket sTRX4 et son prédécesseur nécessitent un chipset pour offrir une connectivité et des fonctionnalités améliorées. Pour le socket sTRX4, le chipset TRX40 a été développé, qui fournit un total de 88 voies PCIe 4.0, nombre en augmentation par rapport aux 66 voies PCIe 3.0 de la plate-forme précédente. De plus, il ne dispose plus d’une interface audio haute définition intégrée ; au lieu de cela, les fabricants de cartes mères incluent un contrôleur audio séparé à bord pour fournir des fonctionnalités audio.
AMD avait promis un support à long terme pour le socket sTRX4. Malgré cela, AMD n'en a équipé qu’une seule génération de processeurs avant de mettre en pause la gamme régulière Ryzen Threadripper (le seul produit à avoir jamais utilisé sTRX4) et de ne produire que les processeurs Threadripper Pro sur le socket sWRX8